# Artemis Fowl (boek)
Artemis Fowl is een Iers fantasyboek van Eoin Colfer. Het is het eerste deel in de gelijknamige reeks. Oorspronkelijk is het boek geschreven in het Engels en in april 2001 uitgegeven door Penguin/Viking. De Nederlandse vertaling (door Mireille Vroege) is eveneens in 2001 uitgegeven door uitgeverij Vassallucci.

## Inhoud
Artemis Fowl is een 12-jarig crimineel meesterbrein. Hij woont in Huize Fowl, een gigantisch kasteel met landgoed dat uit de Middeleeuwen stamt. Zijn vader, een beroemde crimineel, is vermist na een aanslag en sindsdien is zijn moeder de salon niet meer uitgekomen; ze is zo verward dat ze zelfs haar eigen zoon niet meer herkent.
Artemis besteedt zijn tijd aan het bedenken van plannen om het familiefortuin in ere te herstellen. Als hij rond zijn tiende op het internet begint te surfen ontdekt hij vele verhalen over Het Volk - de elfen. Bijna alle sites spreken over een Boek waarin alle leefwijzen en wetten van de elfen staan. Iedere elf zou zo'n Boek bij zich hebben.
Artemis plaatst een advertentie op het internet, en hij vindt een verzwakte, aan rijstwijn verslaafde vleugelelf die bereid is hem het boek een halfuur te lenen in ruil voor genezing.
Hij fotografeert het boek en stuurt het door naar zijn computer, waardoor hij tijd genoeg heeft de code (Gnomisch) waarin het geschreven is te kraken. In het Boek staat een Ritueel beschreven, dat iedere elf eens in de zoveel tijd moet uitvoeren om zijn/haar magische krachten op peil te houden. Het gaat als volgt: een elf zoekt een oude eikenboom in een bocht van de rivier op en plukt daar bij volle maan een eikel. Vervolgens wordt deze weer teruggegeven aan de aarde en zodoende is de elf weer 'opgeladen'. Artemis zoekt al deze plekken in Ierland op en gaat samen met zijn bodyguard, Butler, surveilleren. Na vier maanden vinden ze de elf Holly en Artemis gijzelt haar.
De elfBI, de organisatie waar de menselijke FBI uit voortkomt, probeert Holly te redden onder leiding van commandant Julius Root en de centaur Foaly. Artemis is hen echter telkens een stap voor en wil Holly enkel laten gaan in ruil voor een grote lading goud. Wel leert Artemis Holly ondertussen beter kennen. Pico Knuppel, een corrupt lid van de elfBI, probeert de situatie in zijn voordeel te gebruiken om promotie te krijgen. Hij laat een trol het landhuis van Artemis aanvallen. Holly helpt Artemis’ lijfwacht Butler echter om de trol te verslaan.
Uiteindelijk krijgt Artemis het goud en laat Holly gaan. In ruil voor de helft van het goud geneest ze echter Artemis moeder.

## Achtergrond
Een van de primaire thema’s in het boek is hebzucht, gevolgd door het conflict tussen goed en kwaad. Vooral Artemis is in het begin erg hebzuchtig, maar komt langzaam tot inkeer en offert uiteindelijk een deel van het goud op om zijn moeder te helpen. Artemis beschouwt zichzelf in het begin van het boek nog als een kwaadaardig genie, maar ook dat verandert langzaam. Ook de rol van de elfen is twijfelachtig. Ze lijken de goede karakters te zijn in het boek tegenover de slechte Artemis, maar ze zijn net zo gedreven als Artemis in het bereiken van hun doel.
Het boek hanteert een auctoriaal perspectief waarbij tussen de menselijke personages en de elfen wordt gewisseld.
Artemis Fowl werd goed ontvangen. Het boek won onder andere de Garden State Teen Book Award (2004).